# Defunkt
Defunkt ist eine 1978 in New York City gegründete US-amerikanische Funk-Jazz-Band um den Posaunisten und Sänger Joseph Bowie, einem Bruder des Jazz-Trompeters Lester Bowie.

## Geschichte
Defunkt entstand Ende der 1970er-Jahre aus ehemaligen Mitstreitern von James Chance. Bei den ersten Auftritten im New Yorker Squat Theatre noch angekündigt als Joe Bowie and the Defunked oder The Defunked besteht die Band bis in die Gegenwart. Die Musik von Defunkt kombiniert Free-Jazz- und Bebop-Elemente mit Funk und dekonstruiert Disco-Klischees sowie starre Jazz-Schablonen.
Im Laufe ihrer Karriere erfuhr die Band einige Umbesetzungen und spielte mitunter im Bigband-Format. Für einige Zeit gehörte Vernon Reid, späterer Gitarrist von Living Colour, zu Bowies Ensemble.
2015 tourte die Band unter dem Namen Defunkt Downtown in the '80s in der Besetzung wie zu ihrer Gründung vor etwa 35 Jahren.

## Diskografie
- Defunkt (1980)
- Strangling Me with Your Love (nur USA, 1981)
- Thermonuclear Sweat (1982)
- The Razor’s Edge (12"-Maxi-Single, nur Europa, 1982)
- In America (1988)
- Avoid the Funk: a Defunkt Anthology (Kompilation, 1988)
- Heroes (1990)
- Live at the Knitting Factory (Live, 1991)
- Crisis (1992)
- Cum Funky (1993)
- Live and Reunified (Live, 1993)
- A Blues Tribute to Muddy Waters and Jimi Hendrix (1994)
- One World (1995)
- Defunkt live in Stuttgart (Live, 1996)
- The Legend of Defunkt, Volume 1 (Kompilation, 2001)
- Defunkt – The Legend Continues (Doppelalbum, nur Europa, 2001)
- Defunkt Live in Europe (Live-Doppelalbum, 2002)
- Journey (2004)
- Defunkt + Thermonuclear Sweat (Neuauflage der ersten beiden Alben, 2005)
- Mastervolt (2015)
- Live at Channel Zero (2016)